# هورن (اتریش)
هورن (به آلمانی: Horn) یک شهر در اتریش است که در ناحیه هورن واقع شده‌است. هورن ۶٬۳۸۲ نفر جمعیت دارد.